# Șerban Tomșa
Șerban Tomșa (pseudonimul lui Ion Șerban, n. 12 octombrie 1956 d. 23 martie 2023) este un scriitor român contemporan.

## Biografie
A absolvit, în 1981, Facultatea de Litere a Universității din București, unde a fost coleg, printre alții, cu poetul Ion Stratan, de care avea să-l lege o lungă și frumoasă prietenie. A debutat cu poezie, în revista Luceafărul (1974). În același an a obținut Marele Premiu al Festivalului Național de Poezie Dimitrie Bolintineanu (președintele juriului a fost poetul Florin Mugur). În anii studenției a publicat, sub pseudonimul George Vlăsceanu, poeme și eseuri în diferite reviste literare. Este profesor de limba și literatura română. În 2007, la invitația scriitorului Tudor Cristea, Șerban Tomșa începe să colaboreze la revista Litere, unde susține rubrica Negru pe alb.
A publicat romanele Biblioteca lui Noe (2003), Maimuțe în haremul nopții (2006), Ghețarul (2009) și Călugărul Negru (2013). Romanul Biblioteca lui Noe a fost terminat în 1990, dar o variantă comprimată a cărții va fi tipărită abia peste treisprezece ani. În 2008 a prefațat o ediție G. Topîrceanu. Colaborează la diverse reviste literare cu versuri, proză, eseu și cronică literară.
Șerban Tomșa este membru al Uniunii Scriitorilor din România, Filiala București (membru stagiar din 2010 și membru titular din 2014).
I s-a decernat premiul Asociației Scriitorilor din București, secțiunea proză, pentru romanul Ghețarul.

## Volume publicate
- Amintirile unui optzecist întârziat ( Ed. Tracus Arte, Bucureti, 2022)
- Ninge la Iasnaia Poliana ( Ed. Paralela 45, Pitești, 2020)
- Casa noastră cea de toate zilele ( Ed. Tracus Arte, București, 2019)
- Supraveghetorul și alte povestiri ( Ed. Tracus Arte, București, 2017)
- Călugărul Negru ( Ed. Tracus Arte, București, 2013)
- Ghețarul ( Ed. Cartea Românească, București, 2009)
- Maimuțe în haremul nopții ( Ed. Andreas, București, 2006)
- Biblioteca lui Noe ( Ed. Mondocart Pres, București, 2003)

## Prefețe
- G. Topîrceanu, "Scrieri alese", Ed. Andreas, București, 2008